# Blutaparon
Blutaparon es un género con cuatro especies de plantas en la familia de las Amaranthaceae.

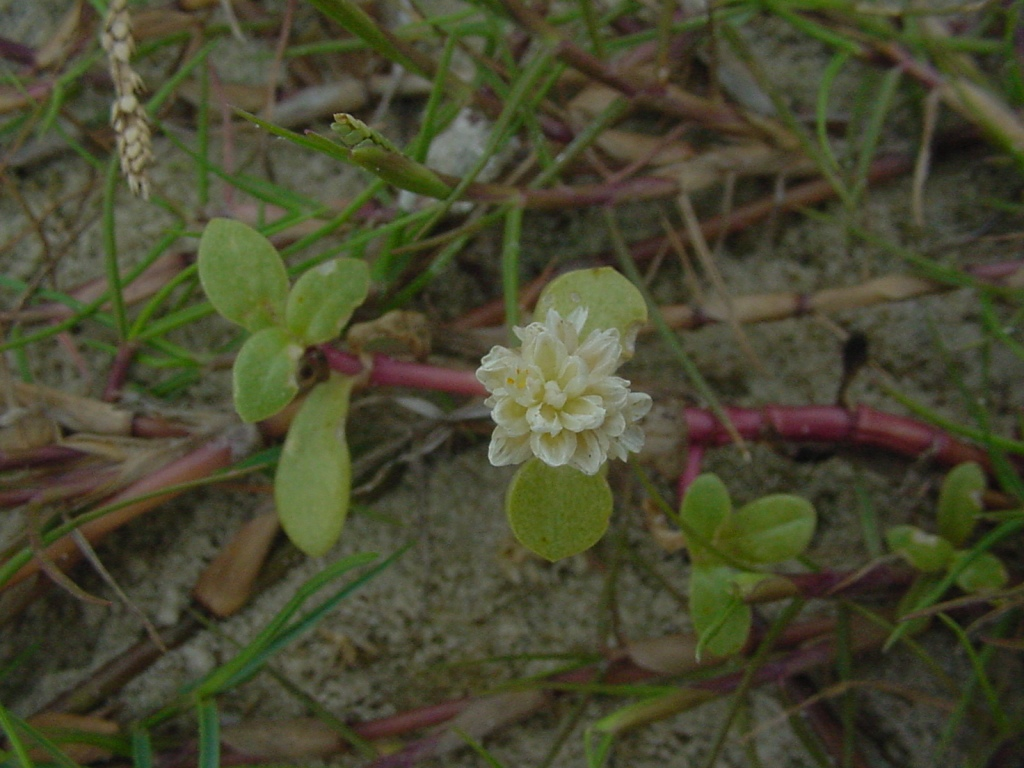
Blutaparon portulacoides

## Descripción
Son hierbas perennes, de hasta 1.5 m de largo, tallos decumbentes o largos y rastreros, las ramas ascendentes o erectas, frecuentemente formando tapetes, tallos y ramas glabros, los nudos con un margen de tricomas simples, surgiendo desde la base de las hojas. Las hojas opuestas, angostamente espatuladas o a veces lineares, 1–5 cm de largo y 0.2–0.45 cm de ancho, bases connadas, glabras y suculentas; sésiles. Inflorescencias en capítulos terminales o axilares, subsésiles o cortamente pedunculados, los capítulos terminales en ramas cortas formadas de un entrenudo, los capítulos axilares en un pedúnculo o terminales en las ramas principales, solitarios, ovoides, cortamente cilíndricos o piramidales, 5–11 (–16) mm de largo y 5.5–7.5 mm de ancho, bráctea triangular u ovada, 1.5–1.8 mm de largo, aguda u obtusa en el ápice, glabra, bractéolas 2/3 de la longitud de la flor, ovadas, comprimidas lateralmente, 2.2–2.7 mm de largo, agudas en el ápice, glabras, cresta ausente, flores solitarias, pedicelo 0.2–0.6 mm de largo; tépalos 5, angostamente oblongos o lanceolados, más o menos desiguales, los externos 2.6–3 mm de largo, los internos 2.1–2.7 mm de largo, agudos u obtusos en el ápice, libres hasta la base o indistintamente connados, escariosos, membranáceos y delgados en el margen, 3-nervios, dorsalmente los 2 tépalos internos con un fascículo de tricomas simples y delgados; estambres 5, filamentos 1.2–1.5 mm de largo, la mitad superior filiforme y ensanchándose en una parte inferior angostamente triangular, unidos en una cúpula poco profunda menos 20%, lobos ausentes, anteras uniloculares; pseudoestaminodios ausentes; ovario 1-ovulado, estilo menos de 0.2 mm de largo, estigma formando 2 ramas delgadas y cilíndricas de 0.3–0.4 mm de largo. Fruto un utrículo subgloboso u ovoide, membranáceo, irregularmente dehiscente o indehiscente; semilla delgada y lenticular, lisa, sin arilo.

## Distribución y hábitat
Ocasional, en playas y vegetación costera, costas de las zonas pacífica y atlántica; a una altitud de 0–5 metros; fl y fr durante todo el año; en las costas de Estados Unidos (Florida y Texas) hasta México y Centroamérica, las Antillas, África tropical occidental y en las islas de Macaronesia. La especie, que consta de dos variedades adicionales, se extiende además hasta el Ecuador y Brasil.

## Taxonomía
El género fue descrito por Constantine Samuel Rafinesque y publicado en New Flora and Botany of North America . . . 4: 45. 1836[1838]. La especie tipo es: Blutaparon repens Raf. 

## Especies aceptadas
A continuación se brinda un listado de las especies del género Blutaparon aceptadas hasta octubre de 2012, ordenadas alfabéticamente. Para cada una se indica el nombre binomial seguido del autor, abreviado según las convenciones y usos.
- Blutaparon portulacoides (A.St.-Hil.) Mears
- Blutaparon rigidum (B.L.Rob. & Greenm.) Mears
- Blutaparon vermiculare (L.) Mears
- Blutaparon wrightii (Hook.f.) Mears